# Bruna Duvančić
Bruna Duvančić (28 de octubre de 2004) es una deportista croata que compite en taekwondo.
Ganó una medalla de bronce en el Campeonato Mundial de Taekwondo de 2023 y dos medallas de bronce en el Campeonato Europeo de Taekwondo, en los años 2022 y 2024.

## Palmarés internacional
| Campeonato Mundial | Campeonato Mundial       | Campeonato Mundial | Campeonato Mundial |
| Año                | Lugar                    | Medalla            | Categoría          |
| ------------------ | ------------------------ | ------------------ | ------------------ |
| 2023               | Bakú (Azerbaiyán)        | Medalla de bronce  | –49 kg             |
| Campeonato Europeo |                          |                    |                    |
| Año                | Lugar                    | Medalla            | Categoría          |
| 2022               | Mánchester (Reino Unido) | Medalla de bronce  | –49 kg             |
| 2024               | Belgrado (Serbia)        | Medalla de bronce  | –49 kg             |